# Still You
《Still You》是韓國男子组合Super Junior的子組合Super Junior Donghae & Eunhyuk第二张韓語單曲，由東海親自作词、作曲，與銀赫合唱。

## 概要
《Still You》在12月16日通過SM娛樂公司官方Youtube频道公開預告片，17日公開MV，18日公開音源。所屬經紀公司SM娛樂表示：「2013年成功舉辦世界巡演的Super Junior為紀念出道8週年，也為了表達對粉絲謝意，特意準備了驚喜」。12月28日至29日在一山KINTEX舉辦的SMTown Week Super Junior演唱會上首次公開《Still You》舞台。

## 音軌列表
| 曲序     | 曲目      |                     | 作曲                | 时长 |
| -------- | --------- | ------------------- | ------------------- | ---- |
| 1.       | Still You | 東海 Team One Sound | 東海 Team One Sound | 3:37 |
| 总时长： | 总时长：  | 总时长：            | 总时长：            | 3:37 |

## 外部連結
- Super Junior Donghae & Eunhyuk – 日本官方網站 (Avex Group)
- Super Junior – 韓國官方網站 (S.M. Entertainment)